# Gillian Armstrong
Gillian May Armstrong (født 18. december 1950 i Melbourne, Australien) er en australsk filminstruktør.
Efter afsluttet film- og fjernsynsskole gjorde hun sig bemærket med den lange kortfilm The Singer and the Dancer (1977). Spillefilmdebuten My Brilliant Career (1979) fik en god modtagelse og blev et internationalt gennembrud for hovedrolleindehaveren Judy Davis. Armstrong har siden instrueret bl.a. Mrs. Soffel (1984) med Diane Keaton og Mel Gibson, High Tide (1987), hvor Davis igen brillerede, og Oscar and Lucinda (1997) med Ralph Fiennes og Cate Blanchett.